# Entlastung (Soziologie)
Dieser Artikel wurde auf der Qualitätssicherungsseite des Portals Soziologie eingetragen. Dies geschieht, um die Qualität der Artikel aus dem Themengebiet Soziologie auf ein akzeptables Niveau zu bringen. Hilf mit, die inhaltlichen Mängel dieses Artikels zu beseitigen, und beteilige dich an der Diskussion. (Artikel eintragen)
Entlastung ist ein zentraler Begriff der modernen Soziologie und philosophischen Anthropologie. Einen hohen Bekanntheitsgrad erlangte er als fundamentale Kategorie der Anthropologie Arnold Gehlens, dargelegt vor allem in seinem Hauptwerk Der Mensch.
Gehlen sieht in der Tendenz zur zunehmenden Entlastung eine "fundamentale menschliche Gesetzlichkeit" aufgrund der Instinktverunsicherung des Menschen und seiner wenig spezialisierten Organausstattung. Diese Tendenz reiche von der Magie als Entlastung von der Ohnmacht gegenüber den Naturgewalten über die Organentlastung im Werkzeuggebrauch bis zu der handlungsstabilisierenden Funktion der Institutionen. Gehlen wandte seinen Begriff sogar in der kunstgeschichtlichen Bildwissenschaft an. Demnach ist es eine Entlastungseigenschaft von abstrakten Bildern, "von Kausaldeterminierung befreit zu sein".
Einen Vorläufer zum Entlastungs-Begriff bei Gehlen hatte schon Paul Alsberg in seiner Schrift "Das Menschheitsrätsel" (1922) mit seinem Begriff der Körperausschaltung formuliert.
In der Soziologie knüpft Niklas Luhmann mit seinem Konzept der Reduktion von Umweltkomplexität an Gehlen an und weitet den Entlastungsbegriff damit auf Systeme aus. Nur durch Ausschluss von Handlungsalternativen, quasi durch Verengung kann eine Vertiefung und spezialisierte Problembehandlung erzeugt werden.
Dieser Entlastungsbegriff deutscher Provenienz stößt im Denken der angelsächsischen Ethnologie, Sozial- und Kulturanthropologie jedoch auf weitgehendes Unverständnis. Der Begriff sei zwar heuristisch sinnvoll. Doch scheinen sich Reduktion von Komplexität und Aufbau von neuer Komplexität in Institutionen mindestens die Waage zu halten; das ursprüngliche Instinktarsenal werde auch durch die Kultur nicht völlig ausgeschaltet; die Vorstellung der Entlastung durch große Institutionen schlage in Metaphysik um.